# Kanu Abdul
Kanu Abdul (* 16. Juli 1990 in Freetown) ist ein Fußballspieler aus Sierra Leone.

## Karriere
Kanu Abdul stand bis Ende 2019 bei Savan United in Laos unter Vertrag. Wo er vorher gespielt hat, ist unbekannt. 2020 wechselte er zum Master 7 FC. Der Verein aus der Hauptstadt Vientiane spielte in der ersten Liga des Landes, der Lao Premier League. Mitte 2020 unterschrieb er einen Vertrag beim Ligakonkurrenten Young Elephants FC. Für die Young Elephants absolvierte er 13 Erstligaspiele. Im Januar 2022 kehrte er zu seinem ehemaligen Verein Master 7 FC zurück.  Hier bestritt er vier Erstligaspiele. Am 1. Juni 2022 unterschrieb er einen bis Jahresende laufenden Vertrag beim ebenfalls in der ersten Liga spielenden Viengchanh FC. Am Ende der Saison 2022 wurde er mit dem Verein Vizemeister. Für den Hauptstadtverein bestritt er zehn Ligaspiele.

## Erfolge
Master 7 FC
- Laotischer Vizemeister: 2022